# Benátská křížová výprava
Benátská křížová výprava byla vojenská expedice Benátské republiky do Svaté země. Jednalo se o jedno z dílčích křižáckých tažení menších rozměrů, které proběhlo mezi velkou první a druhou výpravou.
Během něj Benátčané v námořní bitvě u Jaffy drtivě zvítězili nad egyptským loďstvem Fátimovců a poté se zasloužili o dobytí města Týru v dnešním Libanonu, čímž přispěli k dosud nebývalému územnímu rozšíření Jeruzalémského království krále Balduina II. Zároveň dosáhli v dobytém Týru nových obchodních práv a mohli začít významně ekonomicky působit na území křižáckých států. Během cesty tam i zpět podnikali nájezdy na území Byzantské říše, čímž si na Byzanci vymohli další obchodní smlouvy.